# Mecosaspis aureovittata
Mecosaspis aureovittata är en skalbaggsart som beskrevs av Louis Burgeon 1931. Mecosaspis aureovittata ingår i släktet Mecosaspis och familjen långhorningar. Inga underarter finns listade i Catalogue of Life.